# Pseudopanthera parvipunctaria
Pseudopanthera parvipunctaria là một loài bướm đêm trong họ Geometridae.